# Tringilburra
Tringilburra là một chi bướm đêm thuộc họ Noctuidae.

## Các loài
- Tringilburra lugens Lucas, 1901